# Corrosia Theater, Expo & Film
Corrosia Theater, Expo & Film (voorheen De Roestbak) bestaat uit een gecombineerde theater- en filmzaal, expositieruimte en een cafe. Het is gevestigd in het centrum van Almere Haven en biedt een programma van beeldende kunst, dans, theater, muziek, film, debat en literatuur. Het theater heeft een zaal met een vlakke vloer aanbod. De zaal biedt ruimte voor 201 personen.

## Geschiedenis
Op 2 mei 1977 ging de eerste paal de grond in en in 1979 werd het opgeleverd. Een bruine kolos van architecten Ron Blom van Assendelft en Jan Koning.
Het moest een sociaal-cultureel centrum worden, vond men eind jaren zeventig. In het eerste Programma van Eisen wordt gesproken over een gemeenschapszaal die geschikt moest zijn voor gesprek en een film op z’n tijd. Almere had nog helemaal geen theater nodig, vonden de beleidsmakers. Maar cultureel ambtenaar James Purvis en Thijs Gerretsen, verbonden aan het Projektburo Almere, waren het daar niet mee eens. De bouw was al begonnen toen alsnog besloten werd van de gemeenschapszaal een theaterzaal te maken. En zo kreeg Almere op de valreep toch een theater.
In 2014 en 2015 is het pand verbouwd. Op 13 februari 2016 is het pand als verzamelgebouw Corrosia heropend. Behalve het theater zijn er verschillende andere organisaties gehuisvest, zoals het gebiedskantoor van de gemeente Almere, de nieuwe bibliotheek, de Schoor Welzijnswerk en Sterrenwacht.

## CorTen
Het theater dankte zijn voormalige naam, De Roestbak, aan de roestige buitenkant van het gebouw. Deze buitenkant is gemaakt van cortenstaal of CorTen, zogenaamd ‘weervast staal’. Het is een gelegeerde staalsoort dat roest als het nat wordt. De roestlaag is echter anders dan bij gewoon staal. Gewoon staal roest net zo lang totdat er niets meer van over is. ‘Weervast' staal begint ook te roesten. Er vormt zich echter een goed hechtende roestlaag die vocht buitensluit. De roestlaag is een patineerlaag die het uiterlijk heeft van een roestlaag. Het onderliggende staal wordt hierdoor beschermd. Het roesten gaat zeer langzaam verder waardoor het jarenlang in de buitenlucht kan worden gebruikt.